# Elveszve Londonban
Az Elveszve Londonban (eredeti cím: Lost in London) 2017-ben bemutatott amerikai független életrajzi dráma filmvígjáték, amelyet elsőfilmes rendezőként Woody Harrelson rendezett saját forgatókönyvéből. A főbb szerepekben Harrelson, Owen Wilson és Willie Nelson látható.
A filmet 2017. január 19-én forgatták és vetítették le élőben a kiválasztott mozikban. Ez volt az első alkalom, hogy egy filmet élőben közvetítettek a mozikban.
A film megtörtént eseményen alapul.

## Cselekmény
A film cselekményét részben egy igaz történet ihlette, amelynek főszereplője maga Harrelson, akit 2002-ben egy londoni éjszakán letartóztattak, miután vitatkozott egy taxisofőrrel, majd ugyanez a sofőr és a rendőrség üldözőbe vette.

## Szereplők
| Szerep                      | Színész          | Magyar hang      |
| --------------------------- | ---------------- | ---------------- |
| Önmaga                      | Woody Harrelson  | Stohl András     |
| Laura Louie, Woody felesége | Eleanor Matsuura | Németh Kriszta   |
| Önmaga                      | Owen Wilson      | Crespo Rodrigo   |
| Suen                        | Zrinka Cvitešić  | Csifó Dorina     |
| Önmaga                      | Willie Nelson    |                  |
| Stella                      | Louisa Harland   | Csúz Lívia       |
| Emily                       | Naomi Battrick   | Lamboni Anna     |
| Paddy                       | Martin McCann    |                  |
| Dave                        | Sean Power       |                  |
| Omar                        | Amir El-Masry    |                  |
| Alan                        | David Mumeni     |                  |
| Sayed                       | David Avery      |                  |
| Eugene                      | Nathan Willcocks |                  |
| kidobó                      | Tobi Bamtefa     | Egressy G. Tamás |
| Önmaga (hangja)             | Bono             |                  |
| Önmaga (hangja)             | Ali Hewson       |                  |
| Önmaga                      | Daniel Radcliffe | Gacsal Ádám      |

### Magyar változat
- Magyar szöveg: Laki Mihály
- Hangmérnök és vágó: Papp Zoltán István
- Gyártásvezető: Mészáros Szilvia
- Szinkronrendező: Berzsenyi Márta
- Produkciós vezető: Legény Judit

A szinkront a Laborfilm Szinkronstúdió készítette el.

## A film készítése
A film ötlete egy 2002-es, a Sohóban található Chinawhite nevű klubban töltött éjszakát követően jutott Harrelson eszébe. Egy londoni taxiban összetört egy hamutartót, ami miatt egy másik taxiban üldözőbe vették a rendőrök, és egy éjszakát börtönben töltött. A filmben Woody Harrelson, Owen Wilson és Willie Nelson saját magukat alakítják a valós eseményen alapuló történetben, amelyben Harrelson a hazajutásért küzd, miközben összefut barátaival és a királyi család tagjaival.
Harrelson 2016 szeptemberében jelentette be a filmet. A férfi szerint a filmben 30 szereplő és 14 forgatási helyszín szerepel. A filmben autós és gyalogos üldözéses jelenetek is szerepelnek. Ez az első film, amelyet Harrelson rendezett. A film producerei Harrelson és Ken Kao a Waypoint Entertainmenttől, míg az élő produkcióban a Fathom Events segédkezett. Nigel Willoughby volt az operatőr. A filmet január 20-án forgatták, és az Amerikai Egyesült Államokban január 19-én, 18 órától kezdődően több mint 550 moziban vetítették. A filmet egyetlen beállítással, egy kamerával forgatták. A játékidő körülbelül 100 perc. Az élő vetítés után Harrelson részt vett egy kérdezz-felelek ülésen. Harrelson, Wilson és Nelson mellett Zrinka Cvitešić is szerepet kapott. A film hivatalos premierje 2017. január 27-én volt Londonban.